# Ott-Zeichen
Das Ott-Zeichen oder Ott-Maß ist ein Funktionstest für die Beweglichkeit der Brustwirbelsäule. Am stehenden Patienten wird eine Hautmarke über dem Dornfortsatz des siebten Halswirbels (HWK 7) und 30 cm weiter nach unten (kaudal) aufgetragen. Die Änderungen der Messstrecke bei Bewegungen (Flexion) werden festgehalten: 3–4 cm sind normal. Bei Krankheiten mit Versteifung der Wirbelsäule (z. B. Spondylitis ankylosans (Morbus Bechterew)) ist die Beweglichkeit verringert und die Änderungen kleiner.
Das Zeichen wurde von Victor Rudolf Ott (1914–1986) beschrieben.